# Emmy Internacional 1986
A 14.ª cerimônia de entrega dos International Emmys (ou Emmy Internacional 1986) aconteceu em 24 de novembro de 1986, no Hotel New York Hilton Midtown em Nova York, Estados Unidos.

## Cerimônia
Os vencedores dos Emmys internacionais de 1985 foram anunciados em uma cerimônia realizada pela Academia Internacional das Artes e Ciências Televisivas (IATAS). Foram 159 programas inscritos na competição, abrangendo 24 países, valor muito próximo do número recorde do ano passado de inscrições. Pelo segundo ano consecutivo, a série britânica satírica Spitting Image da rede ITV ganhou o Emmy na categoria arte popular. O telefilme Shadowlands, uma co-produção da BBC com a Gateway Films e a Episcopal Radio-TV Foundation ganhou como melhor drama. O filme Perseguindo um arco-íris: A vida de Josephine Baker do Channel 4, foi escolhido como melhor documentário.
O Emmy de melhor performance artística foi entregue ao programa japonês Bejart's Kabuki Ballet do canal NHK. A série The Kids of Degrassi Street produzida pela Playuing com a Time Inc. em associação com a rede canadense CBC venceu na categoria de melhor programa infanto-juvenil.
Os prêmios especiais foram entregues pela Academia Internacional a Herbert Schmertz, vice presidente da Mobil Oil Corp., que recebeu o Directorate Award, e Donald L. Taffner, presidente da D. L. Taffner de Nova York, recebeu o Founders Award.

## Vencedores
- Melhor Drama: Shadowlands ()
- Melhor Documentário: Chasing a Rainbow: The Life of Josephine Baker ()
- Melhor Performance Artística: Bejart's Kabuki Ballet ()
- Melhor Programa de Arte Popular: Spitting Image ()
- Melhor Programa Infanto-juvenil: The Kids of Degrassi Street ()
- Founders Award: Donald L. Taffner ()
- Directorate Award: Herbert Schmertz ()